# Una breve stagione
Una breve stagione è un film del 1969 diretto da Renato Castellani.
Si tratta dell'ultima opera del regista girata per il cinema, in seguito si è dedicato alla realizzazione di sole opere televisive.
Nel film appare, nel ruolo del padre di Luisa, Antonello Trombadori, uomo politico del tempo. Già in Giulietta e Romeo il regista Castellani aveva affidato un ruolo ad un attore non professionista, in tale occasione lo scrittore Elio Vittorini, interprete del ruolo del Principe di Verona.

## Trama
Johnny è un giovane americano che vive a Roma esercitando la professione di agente di borsa. Luisa è una ragazza svedese che lavora come traduttrice simultanea alla FAO. I due giovani si incontrano in occasione di uno spettacolo televisivo e nasce l'amore.
Johnny, intenzionato ad assicurare un futuro a sé e Luisa, vende dei titoli a lui affidati per tentare una speculazione borsistica giocando al rialzo, sulla base di certe informazioni, su alcuni titoli. Purtroppo la speculazione non riesce; anzi, i titoli su cui Johnny specula crollano ed il giovane perde anche il denaro necessario a ricomprare i titoli di cui si era indebitamente impossessato.
Condannato a cinque anni di reclusione per appropriazione indebita Johnny non si rassegna alla carcerazione ed alla perdita di Luisa. In occasione del trasferimento ad un altro carcere riesce ad evadere ma, senza averne l'intenzione, uccide un agente. Viene raggiunto da Luisa e con lei riesce ad allontanarsi da Roma. I due giovani, facendosi passare per marito e moglie, trascorrono alcuni bellissimi giorni di amore intenso bruciante e senza futuro.
Rintracciati dalla polizia, non accettano la carcerazione e la separazione definitiva. Luisa spara a Johnny con la pistola da lui sottratta in occasione dell'evasione e quindi rivolge verso di sé l'arma. Pongono fine alla loro vita in una bellissima giornata di sole.